# Troisième circonscription de la préfecture de Nara
La troisième circonscription de la préfecture de Nara (奈良県第3区, Nara-ken dai-san-ku) est l'une des trois circonscriptions législatives que compte la préfecture de Nara au Japon.

## Description géographique
Entre 1994 et 2013, la troisième circonscription de la préfecture de Nara regroupait les villes de Yamatotakada, Gose et Kashiba et les districts de Shiki et Kitakatsuragi.
Entre 2013 et 2017, elle comprenait les mêmes unités administratives ainsi que la ville de Katsuragi.
Depuis 2017, elle réunit les villes de Yamatotakada, Kashihara, Sakurai, Gojō, Gose, Katsuragi et Uda et les districts d'Uda, Takaichi et Yoshino,.

## Députés
| Législature | Début de mandat | Fin de mandat | Député élu               | Parti politique | Parti politique |
| ----------- | --------------- | ------------- | ------------------------ | --------------- | --------------- |
| 41e         | 1996            | 2000          | Seisuke Okuno (ja)       |                 | PLD             |
| 42e         | 2000            | 2003          | Seisuke Okuno (ja)       |                 | PLD             |
| 43e         | 2003            | 2005          | Shinsuke Okuno (ja)      |                 | PLD             |
| 44e         | 2005            | 2009          | Shinsuke Okuno (ja)      |                 | PLD             |
| 45e         | 2009            | 2012          | Masashige Yoshikawa (ja) |                 | PDJ             |
| 46e         | 2012            | 2014          | Shinsuke Okuno           |                 | PLD             |
| 47e         | 2014            | 2017          | Shinsuke Okuno           |                 | PLD             |
| 48e         | 2017            | 2021          | Taidō Tanose (ja)        |                 | PLD             |
| 49e         | 2021            | 2024          | Taidō Tanose (ja)        |                 | SE              |
| 50e         | 2024            | -             | Taidō Tanose (ja)        |                 | PLD             |